# Aarzemnieki
Gli Aarzemnieki sono un gruppo musicale lettone fondato nel 2013. Il loro nome in lettone vuol dire letteralmente "stranieri". Nel 2014 hanno rappresentato il proprio Paese all'Eurovision Song Contest 2014 a Copenaghen, dopo aver vinto la selezione nazionale, l'Eirodziesma, con la canzone Cake to Bake. Nella semifinale hanno ottenuto 33 punti, piazzandosi al 13º posto e non si sono qualificati alla finale.
La band è composta da Jöran Steinhauer, la voce principale, di origine tedesca, Guntis Veilands, Katrīna Dimanta e Raitis Vilumovs.

## Discografia

### Singoli
- 2014 Cake to Bake